# رامي حمادة
رامي حمادة (24 مارس 1994 في شفا عمرو - ) لاعب كرة قدم فلسطيني، يلعب كحارس مرمى في منتخب فلسطين لكرة القدم،طوله 182 سم، وفريق هلال القدس في الضفة الغربية.

## مرحلة الناشئين والانتقال إلى الشباب
ترعرع ودرس في مدرسة شفا عمرو لكرة القدم، لعب لصالح فريق هبويل شفا عمرو ثم فريق مكابي نتانيا الإسرائيليين، وأتته الفرصة بعدها للعب أمام منتخب الإمارات مع منتخب الشباب عام 2011، وأثبت نفسه في التصفيات الآسيوية حينها، بدأ في السنة الأولى في الدرجة الثانية «الاحتراف الجزئي» ودخلت شباكه 8 كرات من أصل 22 مع نادي ثقافي طولكرم وأكمل سنته الثانية، أغسطس عام 2012 بصفقة ثانية ، وأصبح يُمثل منتخب فلسطين الأول منذ عام 2013.

## انتقالاته
بدأ مسيرته في نادي ثقافي طولكرم، وفي شهر أيّار 2014 انتقل إلى نادي شباب يطا الرياضي الملقب بفرسان الجنوب وهذا بعد أن حصل على لقب أفضل لاعب في افتتاحية الموسم، وفي شهر أيلول من نفس العام انتقل إلى نادي شباب الخضر. وكان من إنجازات الفريق مع الكابتن رامي حمادة بعدما حقق لقب بطولة النكبة للمنتخبات الاولمبية بالفوز على اولمبي الأردن في اللقاء النهائي، والفوز على فريق عُمان في كوريا في 4 يوليو.
في بداية عام 2015 كان أصغر أعضاء قائمة منتخب فلسطين في كأس الأمم الآسيوية لكنه لم يشارك لصغر سنه، في حزيران تفاوض معه الدراويش فريق الاسماعيلي المصري للانضمام لكن في يوليو انتقل إلى نادي ثقافي طولكرم وجدد عقده مرتين، إي حتى عام 2017  وكان حارسهم الأساسي في كأس الأمم الآسيوية 2019. في فلسطين يقولون بأنه الأفضل منذ اعتزال رمزي صالح حارس الأهلي والمصري وسموحة السابق، وقيل عنه أنه الأول وصمام الأمان وفي نهاية العام انتقل إلى نادي هلال القدس وجدد الموسم حتى 2019، وفي يوليو 2020 انتقل إلى نادي أولاد سخنين الإسرائيلي.

## الألقاب
- الجوائز الفردية:[12]

- أفضل حارس في بطولة فلسطين الدولية الثالثة (النكبة).
- أفضل لاعب في مباراة منتخبي فلسطين (الأولمبي) والبرازيل (الأولمبي)، الوديّة.
- الألقاب الجماعية:

- كأس بطولة فلسطين الدولية الثالثة (النكبة)، مع المنتخب الأولمبي الفلسطيني.
- بطل دوري الدرجة الأولى 2012/2013 (الاحتراف الجزئي)، مع نادي ثقافي طولكرم.
- التأهل لنهائيات كأس التحدي الآسيوي لكرة القدم.

## روابط خارجية
- رامي حمادة على موقع ناشيونال فوتبول تيمز (الإنجليزية)
- رامي حمادة على موقع Soccerway.com (الإنجليزية)

1. ↑  "حارس منتخب فلسطين الأول "رامي حمادة" ينتقل إلى ناد إسرائيلي". بوابة الأردن. 3 أكتوبر 2023. مؤرشف من الأصل في 2023-10-03. اطلع عليه بتاريخ 2023-10-03.